# Ação de despejo

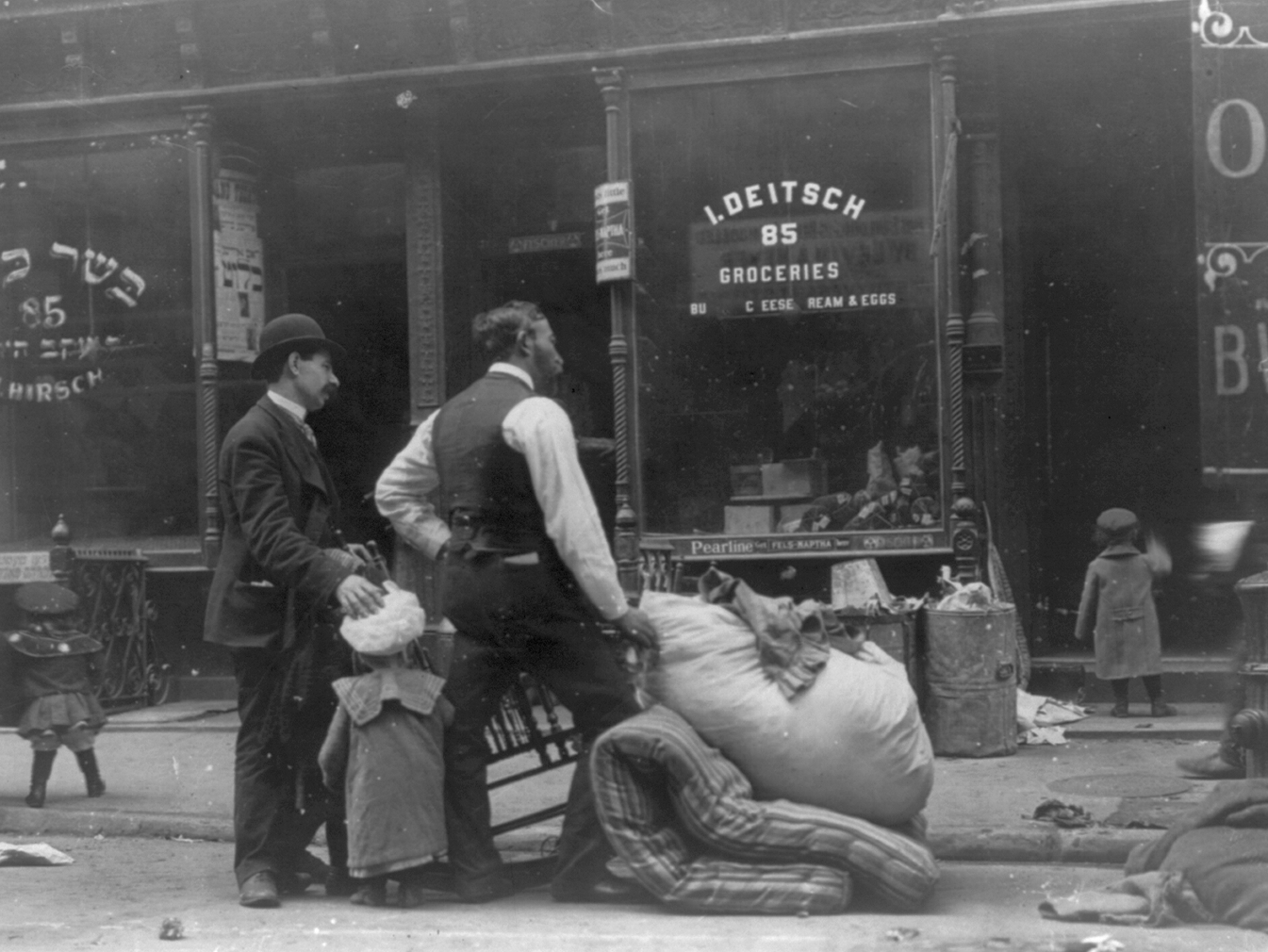
Dois homens despejados, com seus bens na rua. Estados Unidos, c. 1910.

Ação de despejo é a medida processual pela qual o proprietário de um imóvel pode retirar dele um inquilino, por vários motivos, entre eles a falta de pagamento dos alugueres (chamada juridicamente de "denúncia cheia"), ou apenas pela vontade do proprietário em reaver o bem ("denúncia vazia"), de acordo com as previsões vigentes no sistema legal ao qual se subordina a relação de inquilinato.
A relação originária entre as partes diz respeito ao  direito contratual (contrato de locação). Já o processo, quanto ao tipo, integra as chamadas "ações locatícias", como a ação de consignação de aluguel ou a ação revisional de aluguel.

## No Brasil
No Brasil, a ação de despejo não está subordinada ao Código de Processo Civil (CPC), mas a um dispositivo legal próprio, a lei do inquilinato (Lei nº 8.245, de 18.10.1991). Contudo, por força do artigo 273 do CPC, esta ação tem que seguir o chamado procedimento ordinário (salvo na hipótese de arrendamento rural, quando o rito é o sumário).
Assim como os demais processos locatícios, esta é uma ação que tramita durante as férias forenses; a citação pode ser feita pelo correio e o valor da causa é de doze vezes o preço do aluguel (salvo no caso de locação derivada de contrato de trabalho, quando o valor da causa será de três vezes o salário).
Ainda segundo o direito brasileiro, há entendimento jurisprudencial ser cabível nas ações de despejo a chamada tutela antecipada, quando a parte autora pede que o juiz decida previamente antes do julgamento final, desde que presentes os requisitos legais.
Também se admite que, havendo acordo em audiência de conciliação, mesmo estando o locatário desacompanhado de advogado, o juiz homologue-o para que produza os efeitos de sentença. Nela, se o locatário entrega as chaves (ato simbólico para a desocupação do imóvel) em seu curso, antes da sentença, entende-se que o mesmo perde a legitimidade para recorrer.

## Despejos famosos
Em 2013 a atriz e cantora Lauryn Hill foi despejada da mansão em South Orange onde morava desde 2009, por haver cessado o pagamento dos alugueres; antes o proprietário já havia acionado a justiça procurando obrigá-la a quitar as prestações devidas, sem sucesso.
No Brasil o cantor João Gilberto foi processado em 2011 por Georgina Maria Natividade Faucigny Bandolini d'Adda, milionária italiana proprietária de um apartamento no Leblon, Rio de Janeiro, por este não permitir a entrada de pessoas ali, mesmo para a realização de obras de manutenção; em junho as partes chegaram a um acordo, e a ação foi arquivada: João, apesar de figurar como inquilino, não morava naquele endereço, e sim uma mulher que não foi identificada.